# وفاة كايلي أنتوني
كايلي ماري أنتوني (9 أغسطس 2005-16 يونيو 2008) كانت فتاة أمريكية تعيش في أورلاندو (فلوريدا)، مع والدتها، كيسي ماري أنتوني (مواليد 19 مارس 1986) ، وأجدادها لأمها ، جورج وسيندي أنتوني. في 15 يوليو 2008 أبلغ عن فقدها في مكالمة 9-1-1 أجرتها سيندي، التي قالت إنها لم تر كايلي منذ 31 يومًا وأن رائحة سيارة كيسي تشبه رائحة جثة كانت بداخلها. وقالت سيندي إن كيسي قدم تفسيرات مختلفة عن مكان وجود كايلي قبل أن يخبرها في النهاية أنها لم تر كايلي منذ أسابيع.